# Les Côtes-d'Arey
Les Côtes-d'Arey è un comune francese di 1 972 abitanti situato nel dipartimento dell'Isère della regione dell'Alvernia-Rodano-Alpi.

## Società

### Evoluzione demografica
Abitanti censiti